# New Zealand State Highway 2
New Zealand State Highway 2 – jedna z ośmiu nowozelandzkich dróg szybkiego ruchu (często kwalifikowanych jako autostrady). Z wyjątkiem drogi New Zealand State Highway 1, która przecina obie wyspy Nowej Zelandii, New Zealand State Highway 2 to najdłuższa droga szybkiego ruchu na Wyspie Północnej. Droga biegnie od północy na południe, w kierunku wschodniego wybrzeża wyspy. Łączy Auckland z Wellington, stolicą państwa, przecinając miasta leżące w Hawke's Bay - Hastings i Napier i Gisborne. 
W przeważającej części droga jest dwupasmową drogą szybkiego ruchu, z wieloma skrzyżowaniami, zarówno na terenie wiejskim jak i w miastach. Droga posiada zaledwie kilka kilometrów autostrady w okolicach Auckland i Wellington.